# Bokförlaget Opal
Bokförlaget Opal AB är ett svenskt förlag från 1973 med kvalitetsinriktad utgivning för barn och ungdom. Exempel på författare är Monica Zak, Inga Borg, Stefan Casta, Maj Fagerberg, Cornelia Funke, Sven Nordqvist, Tord Nygren, Gull Åkerblom, Anne-Marie Lindström, Lena Sjöberg, Mats Berggren och Ursula Poznanski. 
Större delen av förlagets utgivning består nuförtiden av böcker av svenska författare och illustratörer men även översatt litteratur ges fortfarande ut. Förlaget grundades av Bengt Christell (1928–2017) och Valborg Segerhjelm (1921–2013) och blev 2012 utnämnt till ett Diamantföretag vid Soliditet Diamond Award.